# Красненьке (Вінницький район)
Красне́ньке — село в Україні, у Іллінецькій міській громаді Вінницького району Вінницької області.
Село розташоване у верхів'ї річки В'язовиця, за 12 км від адміністративного центру громади, міста Іллінці.

## Історія
В історичних джерелах згадується вперше 1629 року.
Виникло на місці злиття хуторів Кіщини, Красненького, Паланки і Токарівки.
1864 року за описом Лаврентія Похилевича у селі було 1396 мешканців. Дерев'яну Михайлівську церкву було побудовано 1754 року, церкві належало 54 десятини землі.
Станом на 1885 рік у колишньому власницькому селі Жорницької волості Липовецького повіту Київської губернії мешкало 1325 осіб, налічувалось 190 дворових господарств, існували православна церква, школа та постоялий будинок.
За переписом 1897 року кількість мешканців зросла до 2030 осіб (1002 чоловічої статі та 1028 — жіночої), з яких 2011 — православної віри.
12 червня 2020 року, відповідно до розпорядження Кабінету Міністрів України № 707-р «Про визначення адміністративних центрів та затвердження територій територіальних громад Вінницької області» село увійшло до складу Іллінецької міської громади.
15 липня 2020 року архієпископ ПЦУ Михаїл, керуючий Вінницькою і Тульчинською єпархією у с. Красненьке звершив чин заснування храму на честь Чуда Архістратига Михаїла в Хонах.
19 липня 2020 року, в результаті адміністративно-територіальної реформи та ліквідації Іллінецького району, село увійшло до складу Вінницького району.
22 червня 2023 року рішенням Національної комісії зі стандартів державної мови віднесено до списку населених пунктів, які «можуть не відповідати лексичним нормам української мови», зокрема стосуватися «російської імперської чи колоніальної політики». Громаді рекомендовано обґрунтувати доцільність збереження поточної назви або запропонувати нову назву в установленому законодавством порядку.

## Символіка
Затверджена 18 липня 2018 р. рішенням № 646 XXXIV сесії міської ради VIII скликання. Автори — В. М. Напиткін, К. М. Богатов, В. В. Підлісняк.

### Герб
У золотому щиті чотири зелених дубових листки, один, два і один, з верхнього виходить червоне полум'я. Герб вписаний в золотий декоративний картуш і увінчаний золотою сільською короною. Унизу картуша напис «КРАСНЕНЬКЕ».
Герб символізує легенду про червоне полум'я, яке запалювали на найвищому дубові, сигналізуючи про напад татар.

### Прапор
На жовтому квадратному полотнищі чотири зелених дубових листки, один, два і один, з верхнього виходить червоне полум'я.